# لنگنوانگ
لنگنوانگ (به آلمانی: Lengenwang) یک شهر در آلمان است که در استالگوی واقع شده‌است.